# Franco Corelli
Franco Corelli (Ancona, 8 april 1921 - Milaan, 29 oktober 2003) was een Italiaanse operazanger (tenor).

## Biografie
Corelli werd in de havenstad Ancona als zoon van een scheepswerfarbeider geboren. Hij studeerde aan de conservatoria van Pesaro en Milaan. Bekend werd Corelli vooral als Verdi- en Puccini-zanger. In 1954 zong hij voor de eerste maal in het Teatro alla Scala.
Franco Corelli gold als een van de belangrijkste zangers van zijn tijd. Zijn belangrijkste rollen kon hij op de plaat opnemen, die ook als CD's verschenen zijn: Kalaf in Turandot, Cavaradossi in Tosca, Andrea Chénier, Pollione, Don José in Carmen, Radames in Aida, Roméo, Faust, Manrico in Il trovatore, Rodolfo in La bohème, Canio in Pagliacci, om slechts enkele te noemen. Hij leed onder plankenkoorts, die hem vaak kwelde en hem zijn optredens bemoeilijkte. Had hij zichzelf eenmaal overwonnen, dan zong hij echter uit volle borst en zonder zich te sparen.
In 1976 trok hij zich op 55-jarige leeftijd van het toneel terug. Franco Corelli, die vele jaren in New York woonde, stierf in 2003 in Milaan na een vrij langdurig ziekbed.